# Dicranomyia (Peripheroptera) lissomelania
Dicranomyia (Peripheroptera) lissomelania is een tweevleugelige uit de familie steltmuggen (Limoniidae). De soort komt voor in het Neotropisch gebied.